# Bill Murray
Bill Murray, właśc. William James Murray (ur. 21 września 1950 w Evanston) – amerykański aktor filmowy, pisarz, komik. Nominowany do Oscara za pierwszoplanową rolę w filmie Między słowami (2003) w reżyserii Sofii Coppoli. Za tę samą kreację otrzymał nagrodę Złotego Globu w kategorii Najlepszy aktor w komedii lub musicalu.

## Życiorys
Murray urodził się i wychował w miejscowości Wilmette niedaleko Chicago w katolickiej rodzinie emigrantów z Irlandii jako syn Lucille Murray (z domu Collins), która pracowała w wewnętrznym systemie pocztowym, i Edwarda Josepha Murraya II, pracującego na składzie drewna. Ma ośmioro rodzeństwa, z czego 3 jego braci również zostało aktorami: Brian (ur. 1945), John (ur. 1958) i Joel (ur. 1963). Z kolei siostra Nancy jest zakonnicą. Bill podjął studia medyczne chcąc zostać lekarzem. Jednak po tym gdy w 1970 został zatrzymany na lotnisku w Chicago za posiadanie narkotyków, wyrzucono go ze szkoły i zmuszony był porzucić swoje plany. Za namową starszego brata Briana zainteresował się aktorstwem.
Po epizodzie w słynnej chicagowskiej trupie komediowej The Second City, w 1976 pojawił się w popularnym programie telewizyjnym Saturday Night Live i występował w nim przez kolejne trzy sezony. Udział w programie przyniósł mu rozgłos i otworzył drogę do kariery filmowej. Już w 1976 debiutował niewielką rolą w komediodramacie Paula Mazursky’ego pt. Następny przystanek Greenwich Village. Pierwsze znaczące kreacje stworzył w komediach Ivana Reitmana: Pulpety (1979) i Szarże (1981) oraz w słynnej komedii Harolda Ramisa Golfiarze (1980). Jednak uwagę na siebie zwrócił drugoplanową rolą w filmie Tootsie (1982); gdzie gwiazdą był Dustin Hoffman. Dwa lata później odniósł swój pierwszy wielki sukces grając w komedii science fiction Pogromcy duchów (1984); gdzie partnerowali mu: Dan Aykroyd, Harold Ramis, Rick Moranis i Sigourney Weaver. Film zyskał olbrzymią popularność stając się jednym z kultowych obrazów lat 80., a w 1989 doczekał się kontynuacji pt. Pogromcy duchów II. Wielu za jego największe aktorskie osiągnięcie uważa rolę w słynnym filmie Dzień świstaka (1993); w którym zagrał dziennikarza Phila Connorsa, który przeżywa ciągle ten sam dzień. Inne jego znaczące komediowe kreacje z tego okresu to m.in. role w filmach: Wigilijny show (1988) oraz Co z tym Bobem? (1991). Po serii niepowodzeń w połowie lat 90. z uznaniem spotkała się jego rola w filmie Wesa Andersona Rushmore z 1998. Za kreację w nim otrzymał drugą w życiu nominację do Złotego Globu (pierwsza była za Pogromców duchów). Po tym sukcesie aktor zdecydował się dokonać zwrotu w swojej karierze w kierunku ról bardziej dramatycznych. Owocem tego był udział w takich obrazach jak: Dzikie żądze (1998), Cradle Will Rock (1999), Hamlet (2000) czy Genialny klan (2001). W 2003 zachwycił widzów i krytyków rolą w komediodramacie Sofii Coppoli pt. Między słowami. Film przyniósł mu jedyną w karierze nominację do Oscara oraz szereg nagród. Kolejną jego znakomicie przyjętą rolą dramatyczną była kreacja w filmie Jima Jarmuscha Broken Flowers (2005).

## Życie prywatne
Bill Murray ma za sobą dwa małżeństwa zakończone rozwodami. Ma 6 synów (2 z pierwszego związku i 4 z drugiego): Homer (ur. 1982), Luke (ur. 1985), Caleb (ur. 1993), Jackson (ur. 1995), Cooper (ur. 1997) i Lincoln (ur. 2001).

## Filmografia
- Następny przystanek Greenwich Village (1976) jako Nick Kessler
- Pulpety (1979) jako Tripper Harrison
- Golfiarze (1980) jako Carl Spackler
- Tam wędrują bizony (1980) jako Hunter S. Thompson
- Szarże (1981) jako John Winger
- Tootsie (1982) jako Jeff Slater
- Ostrze brzytwy (1984) jako Larry Darrell
- Pogromcy duchów (1984) jako dr Peter Venkman
- Krwiożercza roślina (1986) jako Arthur Denton
- Wigilijny show (1988) jako Frank Cross
- Pogromcy duchów II (1989) jako dr Peter Venkman
- Łatwy szmal (1990) jako Grimm
- Co z tym Bobem? (1991) jako Bob Wiley
- Dziewczyna gangstera (1993) jako Frank Milo
- Dzień świstaka (1993) jako Phil Connors
- Ed Wood (1994) jako Bunny Breckinridge
- Kręglogłowi (1996) jako Ernie „Big Ern” McCracken
- Pięć ton i on (1996) jako Jack Corcoran
- Kosmiczny mecz (1996) w roli siebie samego
- Człowiek który wiedział za mało (1997) jako Wallace Ritchie
- Rushmore (1998) jako Herman Blume
- Dzikie żądze (1998) jako Kenneth Bowden
- Cradle Will Rock (1999) jako Tommy Crickshaw
- Aniołki Charliego (2000) jako John Bosley
- Hamlet (2000) jako Poloniusz
- Osmosis Jones (2001) jako Frank Detorre
- Genialny klan (2001) jako Raleigh St. Clair
- Sekrety miłości (2001) jako Ezri Stovall
- Kawa i papierosy (2003) w roli siebie samego (w epizodzie nr 10. pt. Delirium)
- Między słowami (2003) jako Bob Harris
- Garfield (2004) – kot Garfield (głos)
- Podwodne życie ze Steve’em Zissou (2004) jako Steve Zissou
- Broken Flowers (2005) jako Don Johnston
- Hawana – miasto utracone (2005) jako pisarz
- Garfield 2 (2006) – kot Garfield (głos)
- Pociąg do Darjeeling (2007) jako biznesmen
- Miasto cienia (2008) jako burmistrz Cole
- Dorwać Smarta (2008) jako agent 13
- The Limits of Control (2009) jako Amerykanin
- Zombieland (2009) w roli siebie samego
- Aż po grób (2009) jako Frank Quinn
- Gra namiętności (2010) jako Happy Shannon
- Kochankowie z Księżyca. Moonrise Kingdom (2012) jako Walt Bishop
- Weekend z królem (2012) jako Franklin Delano Roosevelt
- Portret umysłu Charlesa Swana III (2012) jako Saul
- Obrońcy skarbów (2014) jako Richard Campbell
- Grand Budapest Hotel (2014) jako pan Ivan
- Mów mi Vincent (2014) jako Vincent
- Księga dżungli (2016) jako miś Baloo (głos)
- Wyspa psów (2018) jako Boss (głos)
- Truposze nie umierają (2019) jako Cliff Robertson
- Zombieland: Kulki w łeb (2019) w roli siebie samego
- Na lodzie (2020) jako Felix
- Pogromcy duchów: Dziedzictwo (2021) jako dr Peter Venkman
- Kurier Francuski z Liberty, Kansas Evening Sun (2021) jako Arthur Howitzer Jr.
- Ant-Man i Osa: Kwantomania (2023) jako lord Krylar